# Triphleba opaca
Triphleba opaca är en tvåvingeart som först beskrevs av Johann Wilhelm Meigen 1830.  Triphleba opaca ingår i släktet Triphleba och familjen puckelflugor. Arten är reproducerande i Sverige. Inga underarter finns listade i Catalogue of Life.